# Rezydent (lekarz)
Lekarz rezydent – w Polsce lekarz posiadający pełne prawo wykonywania zawodu (tzn. który ukończył studia na kierunku lekarskim lub lekarsko-dentystycznym, odbył staż podyplomowy i zdał Lekarski lub Lekarsko-Dentystyczny Egzamin Końcowy), wykonujący pracę w określonej dziedzinie medycyny na podstawie umowy o pracę, zawartej z jednostką prowadzącą specjalizację, finansowaną ze środków przeznaczonych na ten cel przez Ministerstwo Zdrowia oraz Fundusz Pracy. Definicję i zakres obowiązków rezydenta określają przepisy ustawy oraz rozporządzenia Ministra Zdrowia.
Status rezydenta uzyskują lekarze zakwalifikowani do odbywania specjalizacji w tym trybie po postępowaniu kwalifikacyjnym, gdzie decydującą rolę odgrywa wynik z Lekarskiego Egzaminu Końcowego. Alternatywną metodą uzyskiwania tytułu specjalisty stanowi umowa cywilnoprawna z jednostką szkoleniową i odbywanie specjalizacji w trybie pozarezydenckim. Przeważnie rozpoczynająca rezydenturę osoba ukończyła 26. rok życia. Średni wiek ukończenia rezydentury w Polsce to 37 lat.

## Zakres obowiązków
Lekarz odbywający szkolenie specjalizacyjne wykonuje pełny zakres obowiązków właściwych dla lekarza specjalisty w danej dziedzinie, jak również ma możliwość wolnego wykonywania zawodu lekarza poza miejscem szkolenia specjalizacyjnego. Nadzór nad nim pełni kierownik specjalizacji, którym jest lekarz specjalista w danej dziedzinie.

## Specjalizacje
Czas trwania pojedynczego szkolenia specjalizacyjnego (po okresie studiów i stażu podyplomowego) wynosi 4–10 lat. Uzyskanie tytułu specjalisty wymaga dodatkowo zdania Państwowego Egzaminu Specjalizacyjnego bądź równoważnego egzaminu zagranicznego uznawanego w Polsce.